# Bergbanan Pfaffenthal–Kirchberg

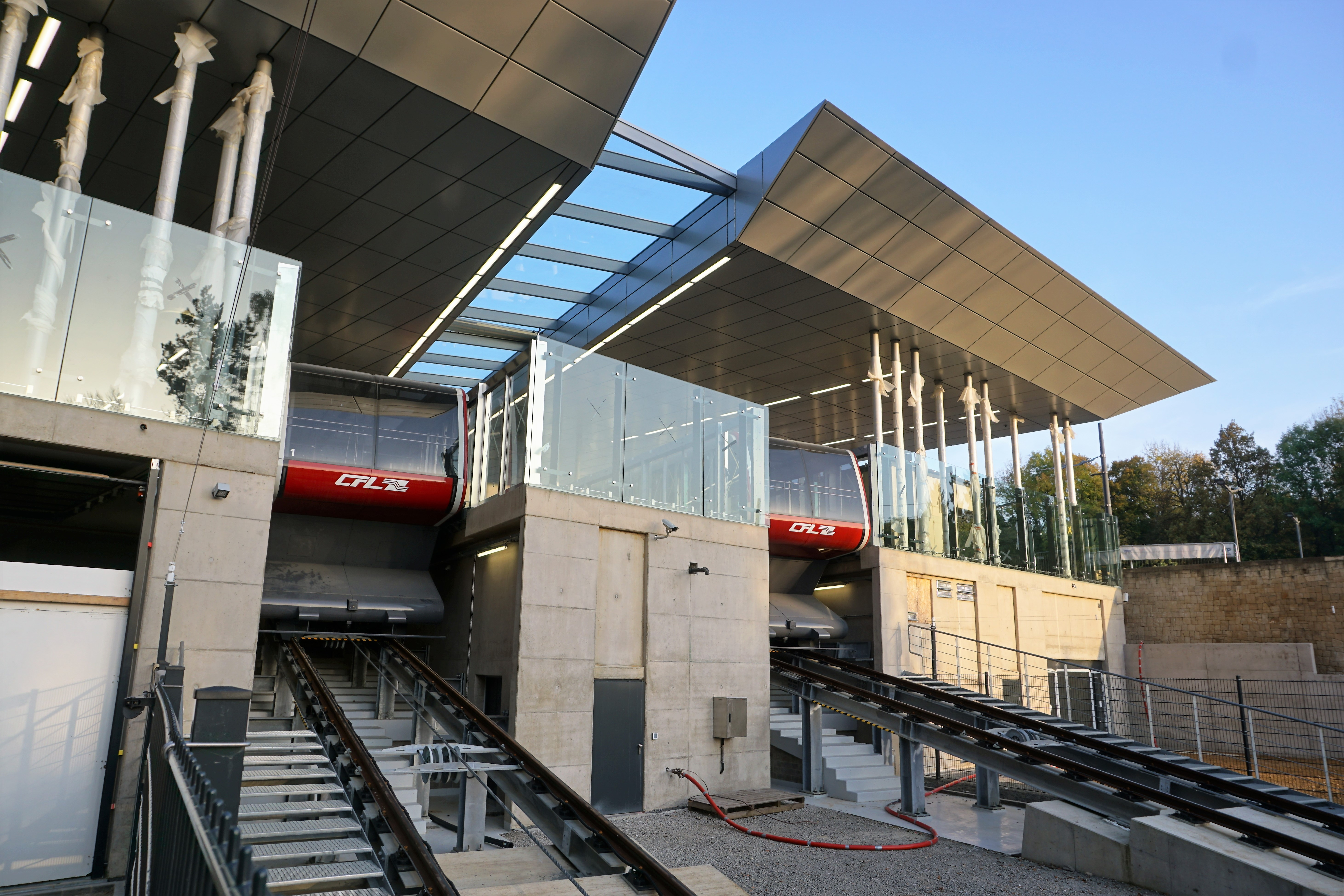
Bergsstationen

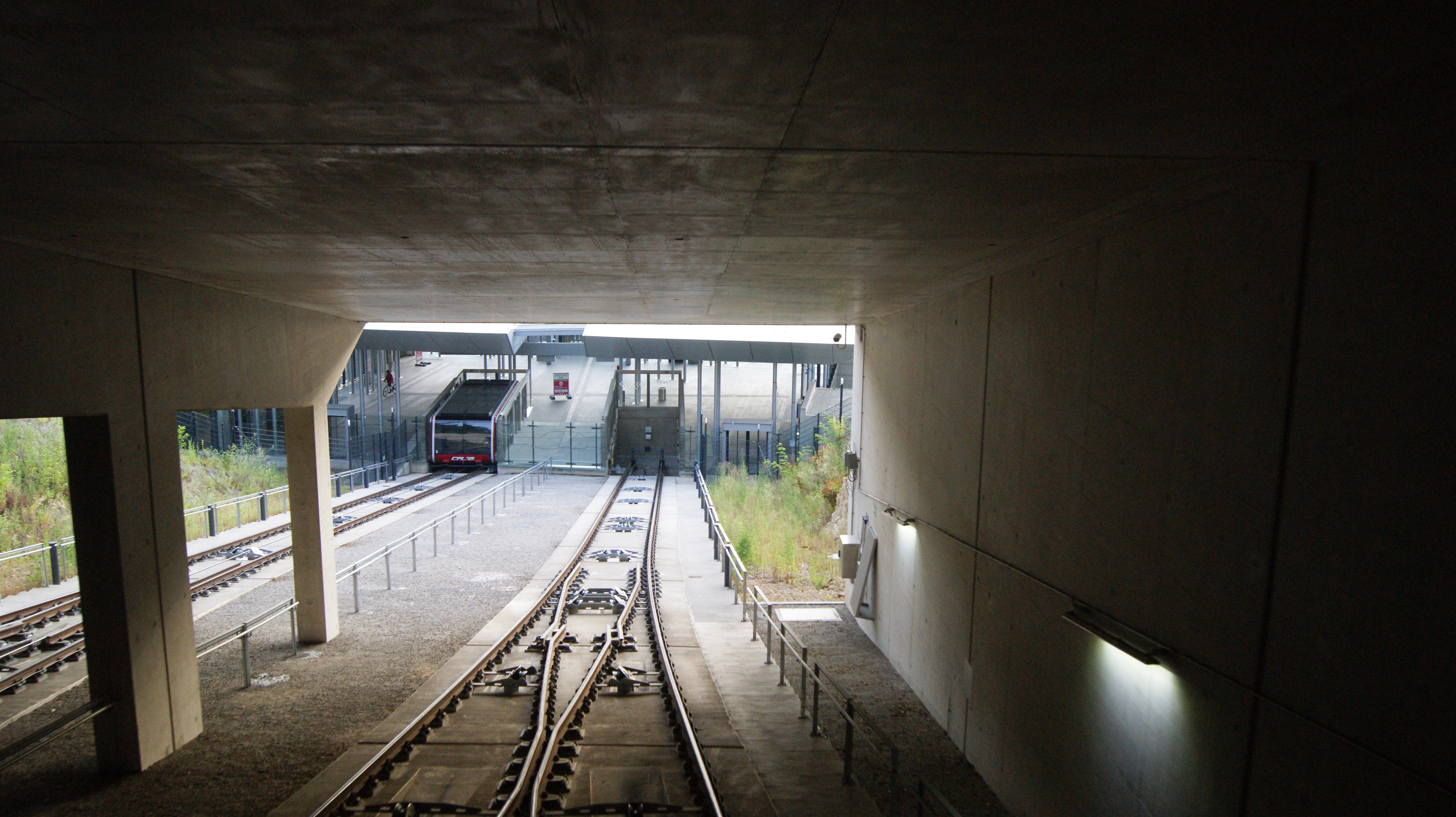
Dubbelmötesplats med tunnel

Bergbanan Pfaffenthal–Kirchberg (tyska: Standseilbahn Pfaffenthal-Kirchberg, franska: Funiculaire Pfaffenthal-Kirchberg) är en bergbana i staden Luxemburg i Storhertigdömet Luxemburg, som förbinder den år 2017 nybyggda järnvägsstationen i Pfaffenthal med den samtidigt öppnade Luxemburgs spårväg i Kirchberg. 
Bergbanan öppnades i december 2017 och trafikeras av järnvägsbolaget Chemins de Fer Luxembourgeois. Den består av två parallella banor. Var och en har en mötesplats och fungerar efter principen med att en vagn är motvikt till den andra, men de två  banorna fungerar oberoende av varandra. Varje fordon kan ta upp till 168 personer. Resan tar 63 sekunder och banan kan transportera upp till 7 200 personer i timmen.
Banan är 200 meter lång och har en konstant lutning på 19,7 procent. Mellan dalstationen och bergsstationen är det en höjdskillnad på 38,7 meter.

## Fordon
De fyra vagnarna är 11,8 meter långa, 3,5 meter breda och mellan 2,6 och 4,7 meter höga. De har tillverkats av CWA Constructions SA i Olten i Schweiz. De förbinds parvis av en stållina med en diameter på 30 millimeter. 